# Pleas
Pleas, s.r.o. je česká společnost se sídlem v Havlíčkově Brodě, výrobní firma produkující denní a noční prádlo. Do obchodního rejstříku byla zapsána v roce 1994, její historie však sahá až do roku 1873. Kromě Havlíčkova Brodu má výrobní závod také v Polné, zaměstnává zhruba 700 pracovníků (k roku 2017). Společnost náleží do skupiny Schiesser, která patří od roku 2012 izraelskému výrobci prádla Delta Galil.
Za rok 2014 coby největší tuzemský výrobce prádla vykázala obrat v hodnotě 1,144 miliardy Kč, miliardovou hranici překročila tehdy již třetím rokem. V témže roce vyprodukovala celkem 14,8 milionu kusů prádla, větší část distribuovala v evropských zemích převážně pod značkou Schiesser, asi šest procent produkce na domácím trhu zejména pod značkou Pleas. Za rok 2016 společnost vykázala obrat 1,183 miliardy korun, vyrobila přitom asi 14,99 milionu kusů.

## Historie

### Začátky textilní výroby
V roce 1873 založil Josef Mahler v tehdejším Německém Brodě firmu s názvem „Umělé barvířství a výroba všech druhů bavlny a vlny ku pletení a tkaní“. Roku 1887 došlo ke sloučení se společností bratří Veselých, která vyráběla oděvy od punčoch a ponožek až po rukavice.

### Druhá světová válka
Nacistická okupace Československa a vydání protižidovských zákonů donutila Hanuše Mahlera k tomu, že jeden z akcionářů, pražský advokát Karel Paštika, od něj, za dnes nejasných okolností, získal jeho akcie a stal se tak většinovým majitelem firmy. Hanuš odjel do Holandska, odtud pokračoval před postupujícím nacismem do USA. Květnová valná hromada akcionářů odhlasovala změnu názvu firmy na „Továrna na pletené zboží a pletací stroje, dříve Bratři Mahlerové, akciová společnost, Německý Brod“. Akcie si mezi sebe rozdělilo osm mužů. Byl mezi nimi ředitel vítkovických železáren, ředitel České eskomptní banky i stávající ředitel podniku Alfréd Ulischberger. Firma po vzoru svých konkurentů – firmy Josefa Veselého – v tomto roce zakoupila nové stroje, na nichž byl zahájen zcela nový druh výroby – spodní prádlo. Dne 8. dubna 1940 si bývalý podnik Mahlerů přihlásil svoji obchodní značku – PLEAS. Byla to zkratka: Pletárny, akciová společnost.

### Období komunismu

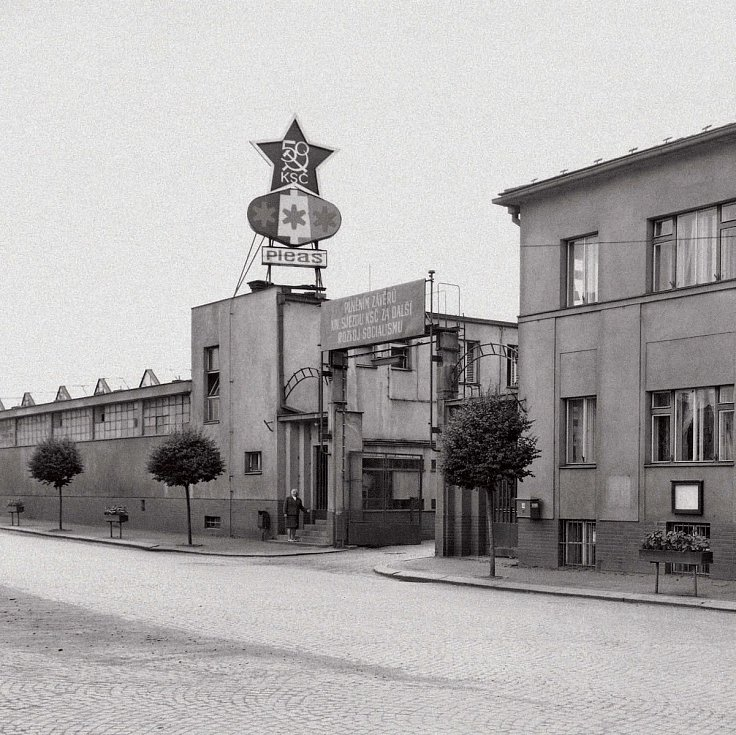
Historická vrátnice poč. 70. let 20. století

V průběhu let 1945–1948 byl pletařský průmysl znárodněn. Od roku 1949 se firma jmenovala Pletařské závody Karla Havlíčka Borovského, národní podnik. Její původní název se vrátil až v roce 1967. V roce 1961 podnik spravoval celkem devět závodů, 80 % výrobků bylo určeno pro tuzemský trh, zbytek pro export. Vyráběl prádlo i pro vojáky Československé armády, pracovníky v průmyslu nebo cvičební úbory na spartakiády.

### Po sametové revoluci
V rozpadajícím se systému socialistické ekonomiky v roce 1990 mělo vedení podniku v čele s nově jmenovaným ředitelem Ivanem Snížkem jasnou představu o tom, že budoucí ekonomicko-technický rozvoj PLEASu není možný bez podpory silného zahraničního partnera, který by podnik zprivatizoval. Se záměrem jej najít se ředitel se svými třemi spolupracovníky vypravil na cestu do Německa, Švýcarska a Rakouska. V plánu byla setkání s firmami Terrot, Isa, Huber Tricot a Heusler. Jednání s rakouskou společností Huber Tricot o privatizaci PLEASu byla v následujících měsících stále ve hře. V květnu ministerstvo průmyslu organizovalo podnikatelskou misi na japonský veletrh textilních strojů, jíž se účastnil i ředitel Snížek. Potkal se tam se svým starým známým, technickým šéfem švýcarské firmy Heusler, který jej seznámil se zástupcem německé společnosti Schiesser, panem Blaeserem. Slovo dalo slovo a v červnu ředitel podniku tuto firmu navštívil, aby zahájil jednání o možnostech výrobní spolupráce. Na následném jednání v Havlíčkově Brodě si PLEAS a Schiesser vyjasnily podmínky případné privatizace a svůj zájem o vzájemnou výrobní spolupráci si písemně stvrdili 14. listopadu 1990. V prosinci 1990 společnost Schiesser řekla svému investičnímu vstupu do podniku jasné ano. V roce 1990 přišla i nevšední zakázka – trička pro fanoušky strahovského koncertu Rolling Stones. Ekologický aspekt svých výrobků minimálně zatížených chemickou úpravou se PLEAS snažil prosadit již v tomto roce vytvořením výrobkové řady pod značkou EKOúplet, kterou nabízel v síti obchodního domu Prior Brno.

#### Rok 1991

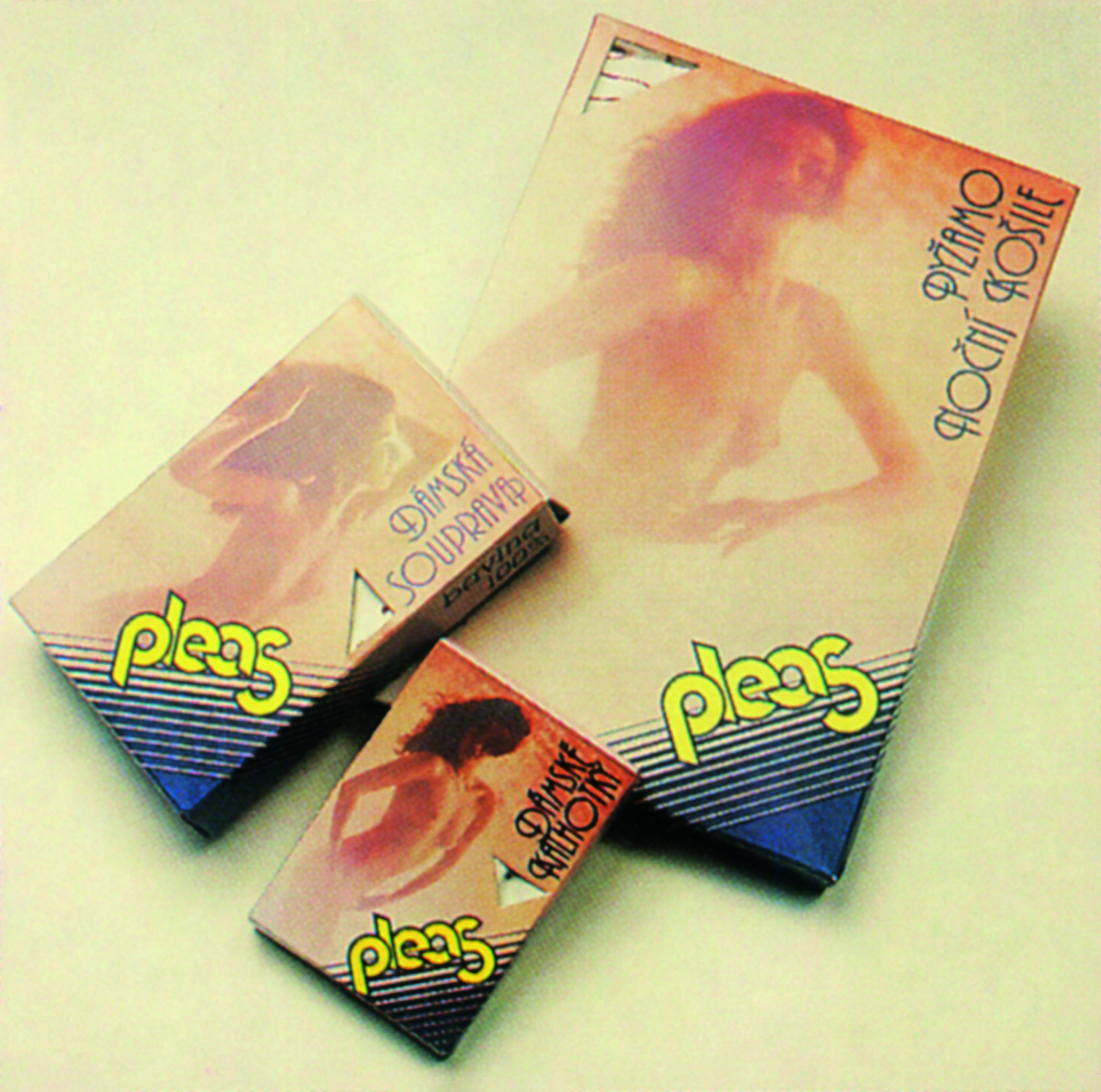
Výrobek z roku 1991

Hned v lednu (od 15. 1. do 15. 2.) byla k firmě Schiesser do Radolfzellu u Bodamského jezera vyslána první skupina pracovníků ze závodu Polná a závodu Čáslav v tomto složení: po jedné mistrové, jedné šičce technické kontrole, jednom mechanikovi, které doprovázel vedoucí útvaru řízení jakosti ze správy podniku a dvě tlumočnice. Cílem této mise bylo získat základní zkušenosti z konfekční výroby, přičemž praxe a poznávání technologií probíhalo na závodech v Radolfzellu, Memmingenu a Tengenu. Výsledkem z této návštěvy byl také první společně zpracovaný fotografický katalog vad na výrobcích podle metodiky firmy Schiesser. Na základě tohoto katalogu se potom prováděla klasifikace hotových výrobků produkce Schiesser a následně i PLEASu. PLEAS a Schiesser současně rozbíhají maraton jednání s Fondem národního majetku kvůli žádosti o výjimku na vynětí podniku z první vlny kuponové privatizace a předkládají návrh jeho privatizace přímým odkupem, což je na jaře státem schváleno. Schiesser vysílá do PLEASu tři vedoucí pracovnice svého konfekčního provozu, které v závodech Polná, Luka nad Jihlavou a Havlíčkův Brod začínají školit svůj systém výroby včetně logistiky. V květnu 1991 se v Polné začaly pro firmu Schiesser šít první zkušební zakázky v tzv. kooperační výrobě. Spolupráce byla oboustranně výhodná, protože minuta konfekční práce stávala v Německu 55 feniků a odměna 18 feniků za tento výkon byla pro PLEAS velmi motivující. Stoprocentní kvalita provedení zakázek rozhodla o tom, že zástupci obou firem 2. července podepsali rámcovou smlouvu o spolupráci. Poté začala výroba pro společnost Schiesser postupně narůstat a ke konci roku začal PLEAS spolupracovat i se dvěma dalšími firmami, které patřily do holdingu Schiesser.

#### Rok 1994
Vláda ČR ve svém usnesení ze dne 30. března1994 schválila rozhodnutí o privatizaci části majetku podniku PLEAS do právní formy akciové společnosti a prodej devadesáti čtyř procent jejích akcií přímému nabyvateli, firmě Schiesser Eminence Holding AG. Čtyři procenta akcií měla připadnout Restitučnímu investičnímu fondu ČR a město Havlíčkův Brod získalo dvě procenta akcií. Dne 30. září byl státní podnik PLEAS zrušen a k 1. říjnu vznikla akciová společnost PLEAS, jejímž hlavním akcionářem se stal Fond národního majetku České republiky, respektive společnost Schiesser, na niž byly akcie vzápětí po jejich zaplacení převedeny.

## Současnost
Společnost PLEAS, s.r.o. v současnosti produkuje ročně cca 15 miliónů kusů vysoce jakostního spodního prádla a zaměřuje se na další neustálý vývoj nových pletenin i designu konfekčních výrobků, aby vyhověla požadavkům a přáním svých zákazníků.
Své priority stanovili takto: rychlá realizace zakázek, dodávky výrobků v řádných lhůtách a vysoké jakosti – a to jak v případě produktů, tak i v případě procesů. Kvalitní produkci zajišťuje systémem stálých kontrol v rámci celého procesu zásobování a výroby, a rovněž pomocí rozsáhlého komplexu laboratorních testů. Všechny  výrobky mají ekologický certifikát „Ökotex STANDARD 100“. Certifikace podle systému GOTS se právě připravuje.

### Pletárna

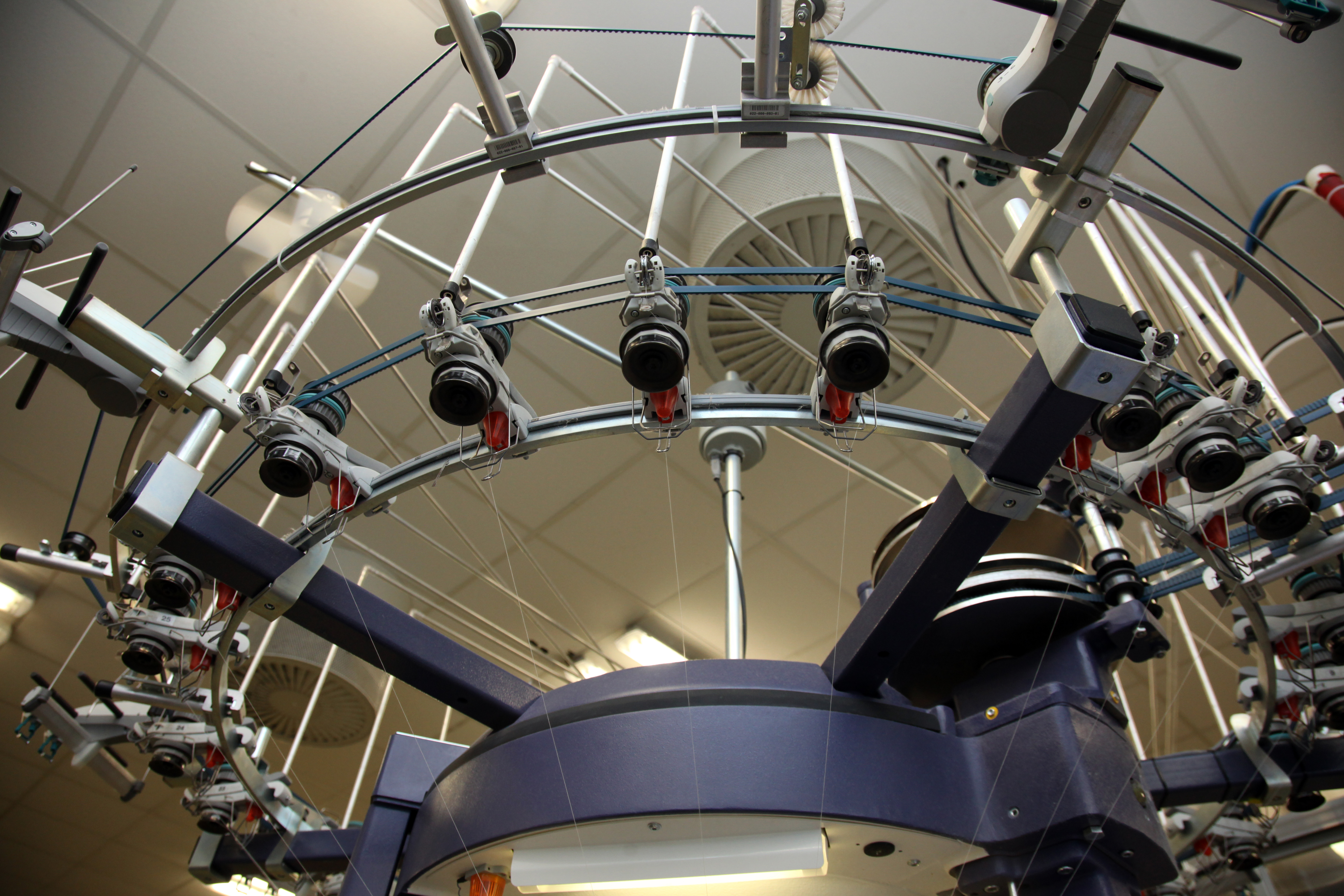
Moderní pletací stroj

Na pletárně je 154 nainstalovaných velkoprůměrových strojů a tři ploché pletací stroje. Denní výroba je cca 8t/den. Pracuje ve 3- směnném režimu. Obsluhuje je 62 pracovníků – 39 pletařek (jenom ženy). Provoz je plně klimatizovaný.

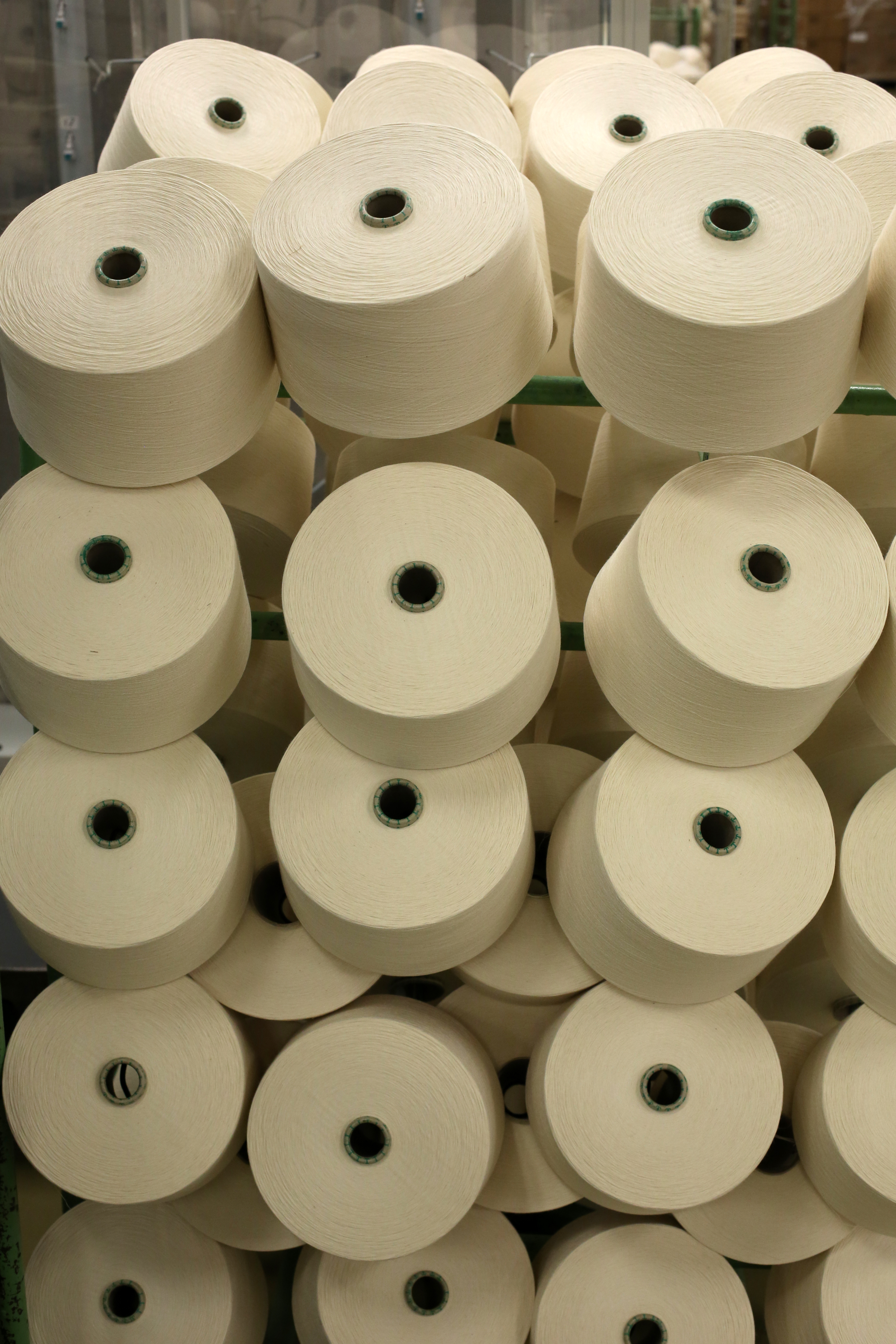
Příze

Stroje se zde nachází, jednolícní, oboulícní, interlockové, žakarové a speciální stroje řízené počítačem od firem Pilotelli, Monarch, Orizio, Terrot, Stoll a Albi.                                          
- Jednolícní stroje: 18E–50E v průměrech 22“–48“
- Oboulícní stroje: 18E–28E v průměrech 09“–34“
- Interlockové stroje: 18E–32E v průměrech 30“–32“

#### Zpracovávané příze
bavlna, micromodal, vlna, hedvábí, viskóza, PES, POP,  Elastany a další speciální materiály. Příze se dováží z Německa, Rakouska, Švýcarska, Turecka, Řecka a Indie.

#### Vyráběné úplety
- jednolícní
- oboulícní
- interlockové
- výplňkové
- plyšové
- speciální úplet s pevným krajem (BT)[7]

### Barevna

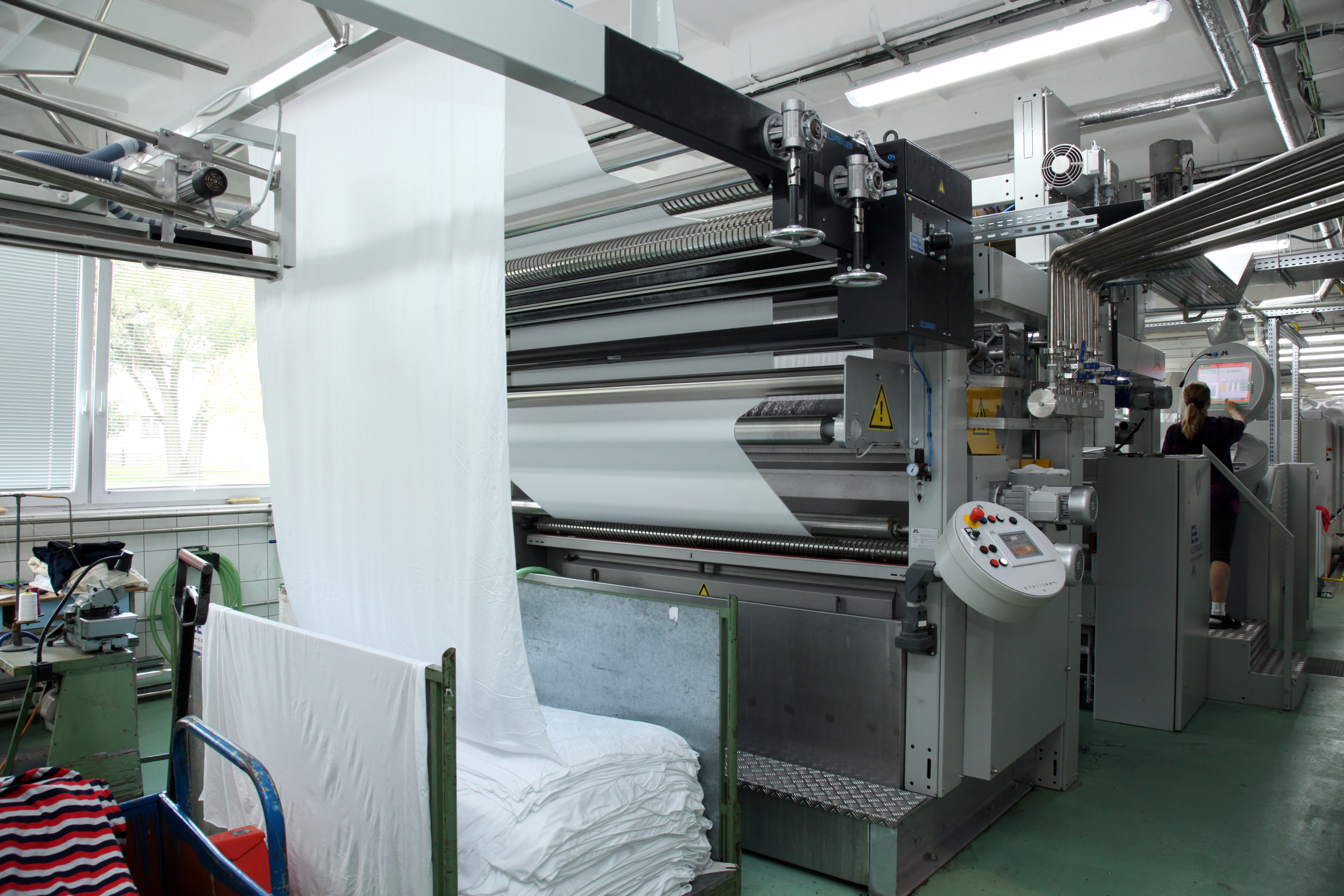
Fixační rám

Provoz barevna se zabývá praním, bělením, barvením a finální úpravou úpletů. Upravují se zde úplety především z bavlny, ale i z modalu, micromodalu, polyamidu, polyesteru, viskozy, vlny, hedvábí a veškeré směsi těchto úpletů s podílem elastomeru. Průměrná gramáž upraveného úpletu se pohybuje mezi 120-150 g/m2. Pere, bělí a barví se pletenina převážně v hadici, na nejnovějších moderních strojích i v rozřízlém stavu (plná šíře).
Barevna má 70 zaměstnanců, kteří pracují 5 dnů v týdnu ve třísměnném provozu. V posledních letech upravuje barevna denně průměrně kolem 6,5 tuny úpletů.
Barvení probíhá tzv. vytahovacím způsobem, bezvýhradně pouze s reaktivními barvivy. K tomu slouží téměř 30 barvicích aparátů. Kapacitní možnosti jednotlivých strojů (velikosti partií) se pohybují mezi 10 a 500 kg.
Finální úprava se dělí na zboží hadicové a úplety v plné šíři. Zde po odstředění, vyskládání, usušení a vysrážení je možno hadicové úplety kalandrovat na různých typech kalandrů. Upravený balík váží kolem 14 kg. Tzv. široké zboží se upravuje především na napínacím rámu. Na tomto stroji se realizuje také veškerá produkce úpletů určených na předfixaci (stabilizaci elastanu). Novinkou se stala v posledních letech úprava na kompaktoru. Tento stroj je využíván především pro zlepšení parametrů srážlivosti. Všeobecně u širokého zboží je finálním produktem 30kilový balík, případně velkonábal v množství až 500 kg určený pro potisk.

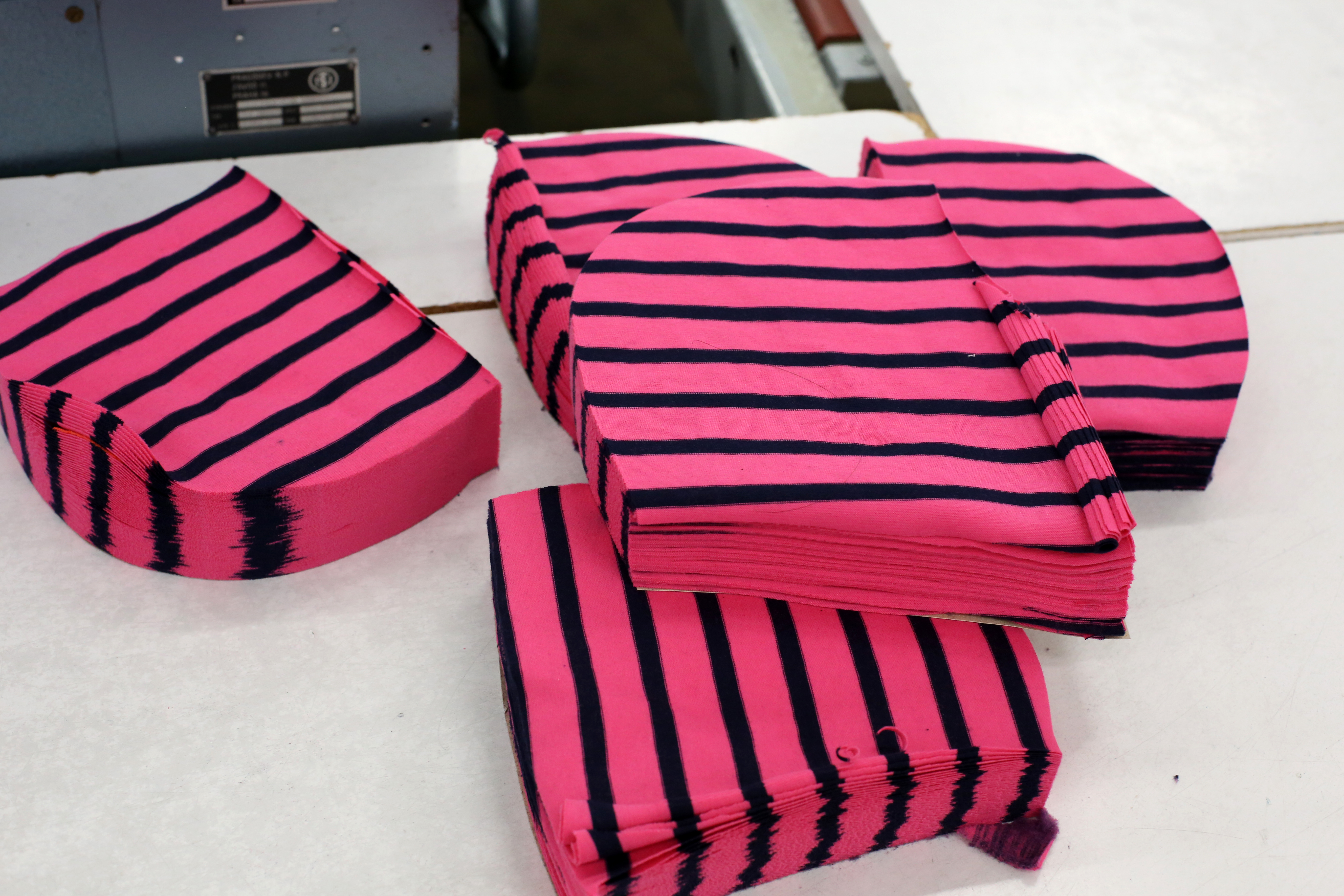
Nastříhaná výroba

### Střihárna
Na provozu střihárny pracuje cca 80 pracovníků ve dvou směnách. Denně je nastříháno kolem 40 tisíc kusů v závislosti na sortimentu stříhané výroby.
Na střihárně se zpracovávají jak hadicové úplety, tak úplety v plné šíři. Na stoly se vrství pomocí pokládacích strojů. V roce 2018 byly zakoupeny 2 nové nejmodernější automatické pokládací stroje. Pro vyřezávání jednotlivých dílů jsou k dispozici dva plně automatické cutry. Ručně se stříhá pouze úplet se vzorem proužků, kostek a nebo materiály, které mají motiv, který musí být na určitém místě v hotovém výrobku. Dále se zde nachází tři velké a dva malé nažehlovací lisy na motivy a jeden průběžný lis na vliselín.

### Konfekce
Konfekce v Havlíčkově Brodě zaměstnává cca 140 pracovníků v jedné směně, z toho přibližně 120 švadlen a klasifikátorek. Hlavním sortimentem je pánské a chlapecké denní prádlo a funkční prádlo určené pro sport a volný čas. Denně je zde ušito 8.000 ks výrobků, za rok jsou to více než 2 000 000 kusů. Kromě toho se zde šijí prototypy a vzorky nové kolekce. Každý výrobek projde konečnou kontrolou z rubní i lícní strany, aby byla zajištěna co nejlepší kvalita. Na šití prádla z pleteniny se používají speciální stroje s řetízkovými stehy a plochými švy pro větší komfort nošení.

### Balírna

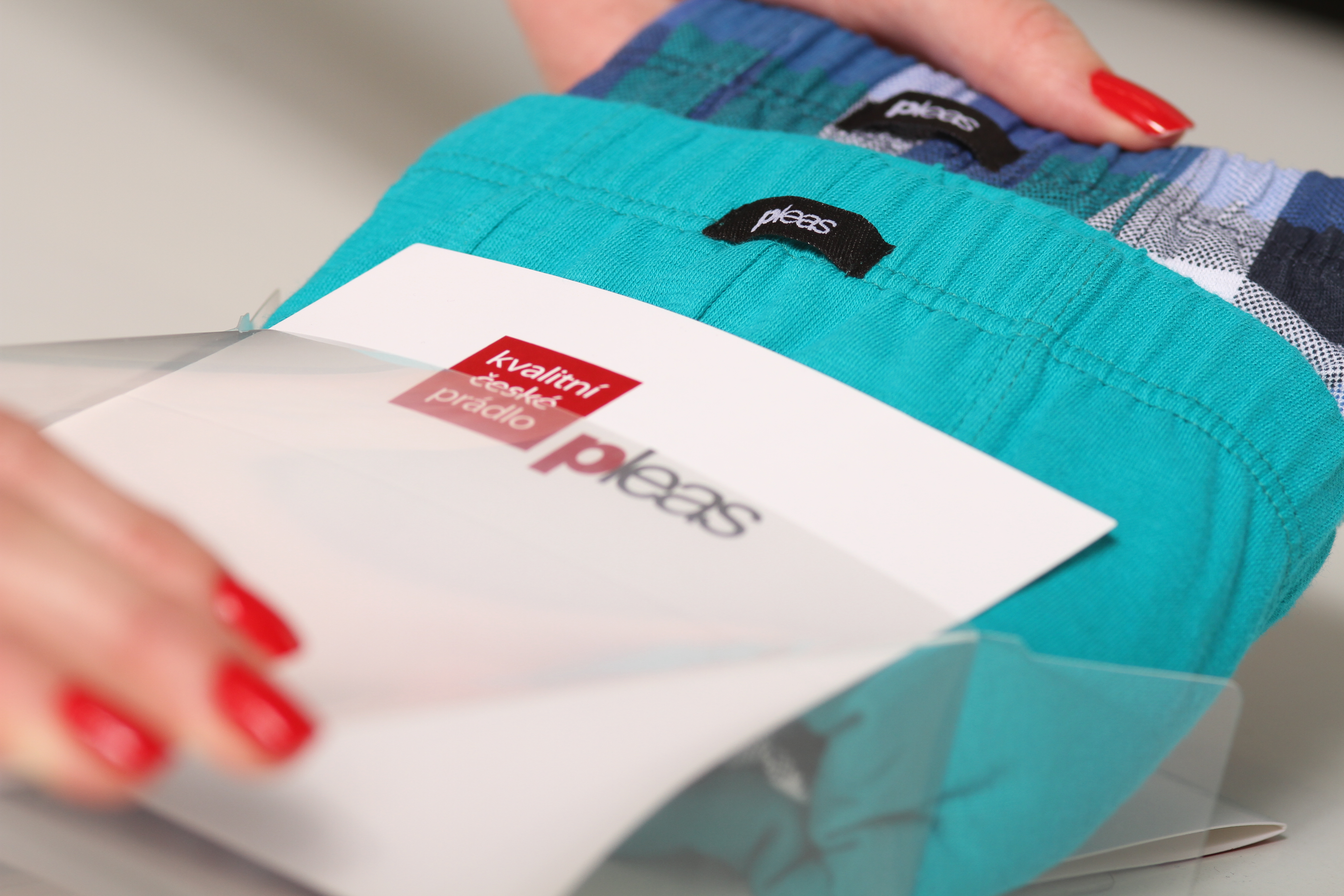
Hotový výrobek Pleas

Na balírně se zpracovává výroba z konfekcí z Havlíčkova Brodu a z Polné. Nejprve se nastřelují visačky s označením, potom je výrobek podle požadavků zákazníků zabalen do sáčku, na ramínko nebo do krabičky, vložen do kartonu a odeslán do skladu hotových výrobků, pokud se jedná o výrobky vlastní značky Pleas nebo jsou kartony přímo expedovány, v případě zakázek pro firmu Scheisser. Na některé výrobky se na balírně tisknou až čtyřbarevné motivy na stroji Tampoprint. Ročně se zde zabalí našim zákazníkům více než  3 500 000 ks výrobků.